# Edward Radosiński
Edward Radosiński (ur. 1949) – polski inżynier chemii. Absolwent Politechniki Wrocławskiej. Od 2002 profesor na Wydziale Informatyki i Zarządzania Politechniki Wrocławskiej.